# Giacomo Meyerbeer
Giacomo Meyerbeer Jacob (født 5. september 1791, død 2. maj 1864) var tysk komponist.
Hed egentlig Jacob Liebmann Beer, navnet Meyer tog han efter sin arveonkel og Giacomo (den italienske form for Jacob) efter studier i Italien.
Virksom i Italien på opfordring af Salieri og fra 1826 især i Paris. 
Han var en af sin tids største operakomponister; en af hans mest kendte operaer er Afrikanerinden.

## Værkliste

### Operaer
- Jephtas Gelübde (1812)
- Wirth und Gast, oder Aus Scherz Ernst (1813)
- Romilda e Costanza (1817)
- Semiramide riconosciuta (1819)
- Emma de Resburgo (1819)
- Margherita d'Anjou (1820)
- L'esule di Granata (1822)
- Il Crociato in Egitto (1824)
- Robert af Normandiet (Robert le Diable) (1831)
- Hugenotterne (Les Huguenots) (1836)
- Ein Feldlager in Schlesien (1844)
- Le Prophète (Der Prophet) (1849)
- L'étoile du Nord (revision af Ein Feldlager in Schlesien) (1854)
- Dinorah ou le pardon de Ploërmel (1859)
- Afrikanerinden (L'Africaine) (1865, posthumt)

1. ↑  Navnet er anført på engelsk og stammer fra Wikidata hvor navnet endnu ikke findes på dansk.